# Vincent Kompany
Vincent Jean Mpoy Kompany (Uccle, 10 d'abril de 1986) és un exfutbolista professional belga i posteriorment entrenador de futbol. Actualment és l'entrenador del FC Bayern de Múnic.
Ha estat internacional amb la selecció belga i pel que fa a clubs, ha destacat al Manchester City FC.

## Palmarès

### De jugador
RSC Anderlecht
- 2 Lligues belgues: 2003-04, 2005-06

Hamburg SV
- 1 Copa Intertoto: 2007

Manchester City FC
- 4 Lligues angleses: 2011-12, 2013-14, 2017-18, 2018-19
- 2 Copes angleses: 2010-11, 2018-19
- 4 Copes de la lliga anglesa: 2013-14, 2015-16, 2017-18, 2018-19
- 2 Community Shield: 2012, 2018

### D'entrenador
Burnley FC
- 1 Segona divisió anglesa: 2022-23